# Josipdol
Josipdol (deutsch veraltet: Josephthal) ist eine Gemeinde in Zentralkroatien unweit von Ogulin in der Gespanschaft Karlovac. Laut Volkszählung 2011 zählte die Ortschaft 3773 Einwohner.
Josipdol befindet sich auf der historisch bedeutenden Josephinischen Straße (kroatisch Jozefina), einer ehemaligen Salzstraße, welche von Karlovac bis Senj verläuft und Zentralkroatien mit der Küste verbindet.
Josipdol ist eine wichtige Bahnhaltestelle für die umliegenden Ortschaften in der Region. Unweit von Josipdol in Oštarije befindet sich eine wichtige Bahnkreuzung. Hier verbinden sich die Bahnstrecken von Rijeka und Split nach Zagreb.
Wörtlich bedeutet der Stadtname „Josefstal“ oder „Josefsebene“.